# Lophoturus fluctuans
Lophoturus fluctuans är en mångfotingart som först beskrevs av Bruno Condé och Terver 1964.  Lophoturus fluctuans ingår i släktet Lophoturus och familjen Lophoproctidae. Inga underarter finns listade i Catalogue of Life.